# Le Havre (bateau-feu)
Le Havre serait l’un des plus anciens Bateau-feu à coque rivetée toujours conservés en France. Construit aux Forges et chantiers de la Méditerranée à Graville en 1935, sous le nom de chantier BF3, il est désarmé en mai 1981 et acquis par la ville du Havre en 1986, après avoir été laissé à l’abandon. Il est aujourd’hui propriété de l’Association du musée maritime et portuaire du Havre et est amarré dans le bassin de l’Eure, le long du quai Renaud, à côté de l’USST 488 et du cotre-pilote Marie-Fernand, tous deux classés monuments historiques.
Le Havre a fait l’objet d’un classement au titre des Monuments historiques en décembre 2017.
Il est l’un des quatre bateaux-feux encore visibles en France, et est parfois ouvert au public alors qu'il est en cours de restauration.

## Histoire du Bateau-feuLeHavre

### Période de navigation (1935-1949)
Construit en 1935 aux Forges et Chantiers de la Méditerranée du Havre Graville pour le Service des phares et balises, le BF3 est mouillé dès octobre 1935 sur les bancs de Flandre face à Calais. Il porte le nom de Dyck 35, en référence au banc de sable où il était affecté.
En 1942, le Service des phares et balises met le bateau-feu à l'abri, mais il est rapidement réquisitionné par les allemands. Pour accroître l'équipage, la soute à voile sur l'arrière du bateau devient un poste d'équipage. Le BF3 peint aux couleurs militaires servira de batteries anti-aériennes. A la fin de la guerre il est retrouvé couché et abandonné dans un canal près d'Ostende. Le Service des Phares et Balises décide de le passer en cale sèche pour être révisé, remis aux normes et repeint aux couleurs des Phares et Balises.
Le 29 novembre 1948, le service des Phares et Balises affecte le bateau au port du Havre, il quitte Dunkerque le 17 novembre 1949, remorqué par le baliseur le Trieux. En juillet 1950 il est remis en service au Havre, et prend alors son nom actuel, le Havre. Il effectue ses missions de prévention et de communication en binôme avec un autre navire, et l'équipage est relevé tous les quinze jours.
À partir de 1970, Le Havre est repeint en rouge et blanc, comme les autres bateaux-feux, afin d’être repérable de nuit. En plus de servir de signalisation, il effectue des relevés pour l’Administration de la météorologie nationale.
Durant toute sa période de navire stationnaire, il est exploité par le service des Phares et Balises des Ponts et Chaussées qui veille à son bon fonctionnement. Il sert dans le même temps d’atelier pour la maintenance des bouées-phares automatiques. Le BF3 est désarmé le 18 mai 1981 et est définitivement remplacé par une bouée de signalement lumineuse automatique.

### Vivre à bord duLe Havre

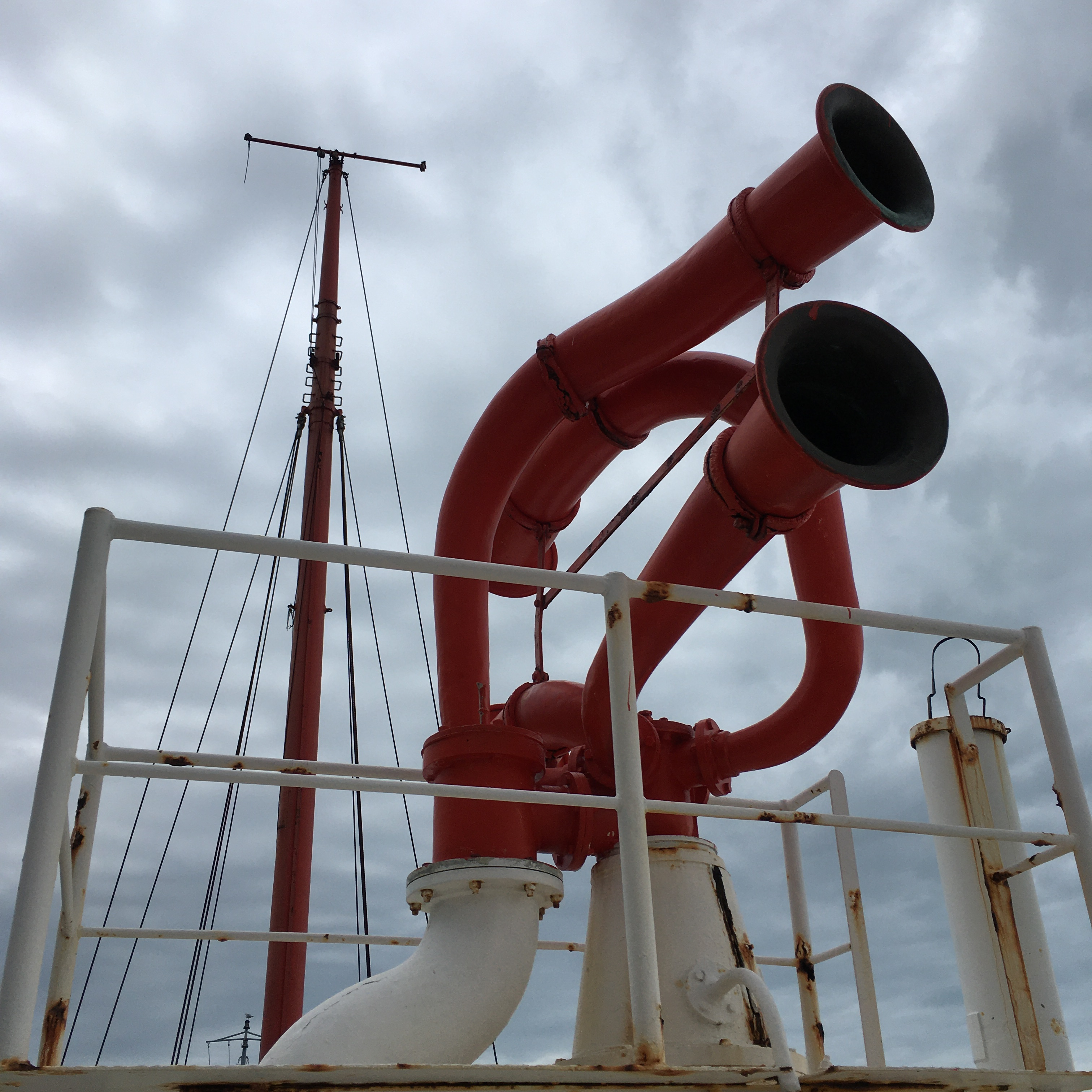
Cornes de brume du bateau-feu.

Le bateau feu le Havre est le premier bateau feu lancé en 1935 et est très spartiate. Il est toutefois pourvu d'un minimum de confort pour l'équipage, le bateau est équipé d'eau chaude, d'une douche et d'un réfrigérateur. Toutefois il n'y a qu'une seule toilette pour tout l'équipage.
A bord, l'équipage de huit personnes travaille douze heures par jour et est relevée tous les 15 jours. Le bateau est en poste sur son lieu de mouillage de septembre à fin avril, et ne rentre au port qu’une fois l’année pour des révisions. L’équipage se compose alors d’un capitaine, d’un chef mécanicien, de deux graisseurs, d’un lieutenant, de deux matelots et d’un opérateur radio.
Cet équipage doit effectuer des relevés météorologiques et les transmettre toutes les trois heures, ranger les vivres, pratiquer l’entretien courant du bateau pour qu’il reste fonctionnel. Sont principalement surveillés la signalisation et son équipement radiophonique. Quand l'équipage ne travaille pas, il partage son temps entre la lecture, la télévision ou la création de maquettes de bateau. Par beau temps, certains s'adonnent à la pêche.

### Reconversion du bateau-feu: un symbole de l'identité havraise
En 1982, laissé à l'abandon, le bateau-feu est vandalisé et subit de nombreux dommages (verres de la lanterne, timonerie, bâches de canots de sauvetage et une partie des hublots).
La Ville du Havre l’acquiert en 1986 puis il est cédé au Centre culture Technique et Maritime du Havre (ancien nom de l’Association du Musée maritime et portuaire) dès 1988, qui est chargé de le remettre en état et, à terme, de l’ouvrir au public.
Le bateau sert ensuite de local pour l’Association du Musée Maritime et Portuaire, situé bassin de la Citadelle. Il est déménagé dans le bassin Vauban dès le 4 mai 1992.
En 1999 lors de la Transat Jacques Vabre, le Havre sert à indiquer l’entrée du village de la course, et est illuminé.

#### 2004: une année difficile[8]

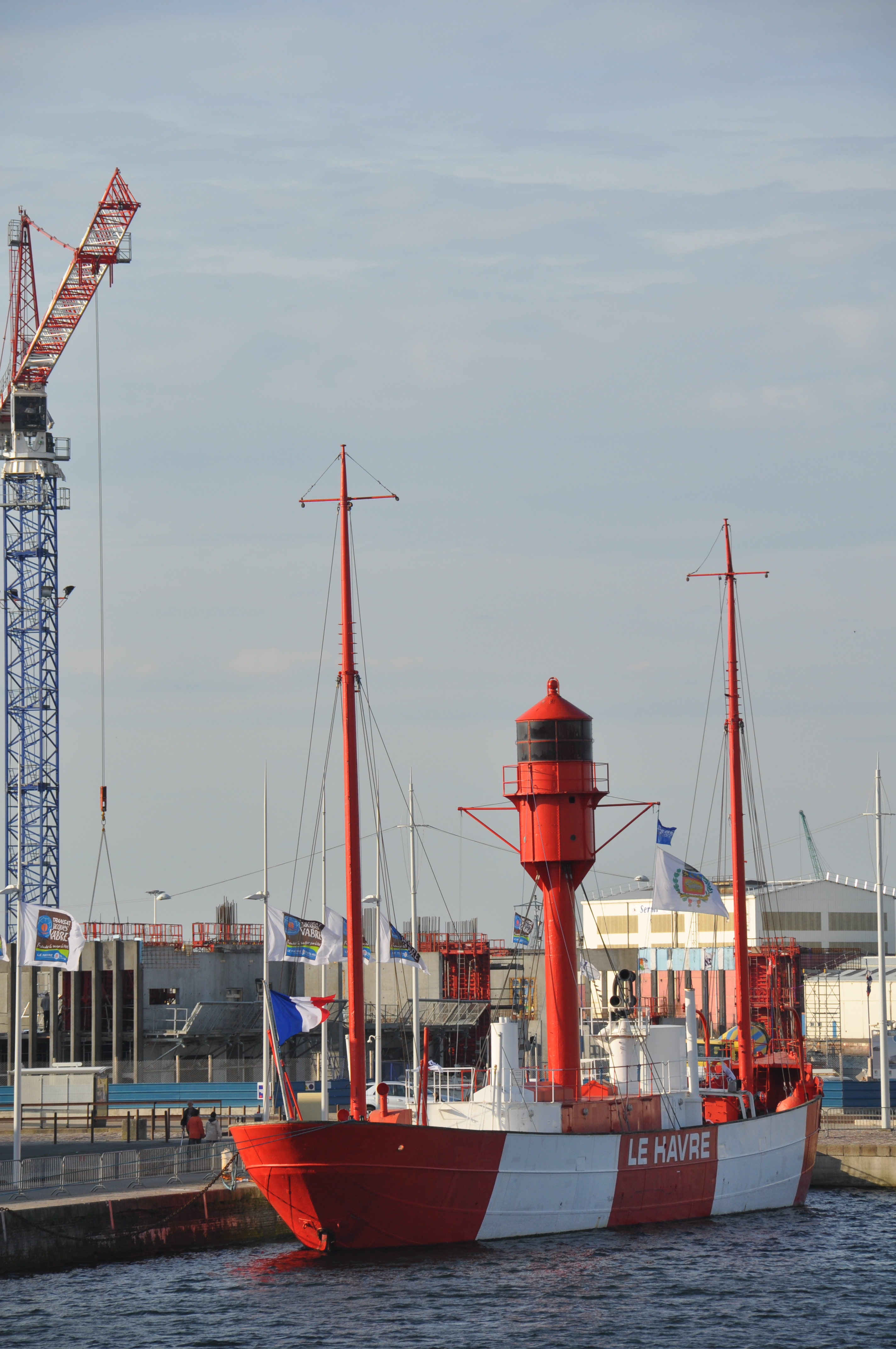
Le Havre au port en 2011.

L’année 2004 est difficile pour Le Havre : en février une forte marée et une chasse dans le bassin Vauban lui font prendre de la gîte, qui entraîne la rupture de deux amarres de garde mais sans réelle gravité. Au mois de mai, un incendie volontaire se déclare une nuit, détruisant l'atelier machine, le bureau de l'officier radio, la cuisine, les carrés des officiers et des marins. Les cabines sont aussi saccagées, le bois des meubles a permis d'alimenter le feu volontaire. En septembre, un groupe s’introduit dans le bateau pour y voler rampe en cuivre et chandeliers de bronze.

#### Dès 2005: un nouvel élan pourle Havre
En 2005 la Ville du Havre aide l'association à passer le BF3 en carénage pour vérifier l'épaisseur des tôles et la protection de la coque du bateau feu afin qu'il soit présent lors de la Transat Jacques Vabre.
En 2011 le bateau quitte le bassin Vauban pour le quai Renaud Nord, son emplacement actuel, proche de Science Po.
En 2017, après quatre ans de travail, Le Havre bénéficie d’un classement au titre des monuments historiques.
En 2019 sont relancées les initiatives de l’Association du musée maritime et portuaire pour ouvrir le bateau au public.

## Caractéristiques techniques duLe Havre
Le Havre se démarque de ses homologues puisqu’il est le premier bateau français automoteur. Il possède des moteurs diesel couplés à des alternateurs pour que le bateau feu soit mu par propulsion électrique.
Dès son installation il est doté d’un vibrateur émettant des sons sous-marins, d’un radio phare et d’une station météorologique. La lentille de Fresnel en haut du feu a une portée de 17 miles. Il est également équipé de quatre cornes de brumes et de balises répondeuses radar.
La grande nouveauté de cette unité résidait dans sa mobilité. Le BF3 était un bateau-feu automoteur lui évitant, à l'inverse de ses prédécesseurs "Ruytingen" et "Sandettié", de recourir aux remorqueurs. Deux groupes imposants de moteurs Diesel avec dynamos accouplées directement sur l'arbre moteur et développant chacune 42 K.W alimentaient un moteur électrique de 84 K.W. entraînant l'hélice.
Deux petits groupes diesel-dynamos de 10 K.W. chacun produisaient l'énergie nécessaire à l'éclairage du bord, au fonctionnement du phare électrique et à la manœuvre du guindeau.
Afin d'accroître la sécurité, tout le matériel mécanique était en double et l'éclairage électrique était jumelé à une installation au gaz.

### Coque
- Longueur : 42.5 m
- Largeur : 6.90 m
- Largeur à la flottaison : 6.40 m

### Caractéristiques
- Tirant d'eau : 4.80m
- Déplacement : 523 tonnes
- Propulsion : Autonome par moteur électrique de 100 CV
- Moteurs : 2 moteurs Sulzer couplés à deux générateurs de 10 KW et 2 compresseurs B.P
- Deux ancres parapluie
- Deux chaînes de 300m de longueur
- Voilure : Deux voiles en toiles avec vis

### Aménagements intérieurs
- Cinq cabines individuelles
- Poste d'équipage avec quatre couchages hamacs
- Carré des officiers
- Carré d'équipage
- Cuisine
- Passerelle
- Salle du radio phare
- Salle des machines
- Compartiments à réservoir d'air
- Compartiment à puits aux chaînes avant
- Compartiment à gasoil
- Local atelier avant
- Câle

### Signalisation
- Une optique à 15m de haut et d'une portée de 17 miles
- Un groupe de quatre sirènes
- Un radiophare
- Un vibrateur
- Couleurs : bandes verticales rouges et blanches. Inscription LE HAVRE en blanc sur fond rouge

La lanterne renfermait un phare tournant dont le faisceau lumineux avait une puissance similaire à celle du phare de Dunkerque. Sa source lumineuse était constituée par une lampe électrique à incandescence de 3KW. En raison du roulis, ce phare était pourvu d'un dispositif spécial monté sur cadran, avec des contrepoids d'équilibrage assurant une projection horizontale au niveau de la mer.
Le "Dyck 1935" était équipé d'une sirène de brume à air comprimé constituée par 4 pavillons fixés à un immense réservoir à air servant de régulateur. Il possédait aussi un émetteur de sons sous-marins. Il s'agissait en fait d'un vibrateur que l'on descendait au moyen d'une chaîne de mouillage dans un cylindre traversant le navire par sa hauteur. Les vibrations avaient une portée de 17 milles environ. Enfin, un radiophare complétait ce gros équipement technique. Cet appareil émettait des ondes électriques recueillies par l'antenne des navires. Aussi appelé phare hertzien, le radiophare, associé au vibrateur de sons sous-marins, assurait une sécurité efficace pour la navigation.

## Galerie

### Plans du bateau-feuLe Havre

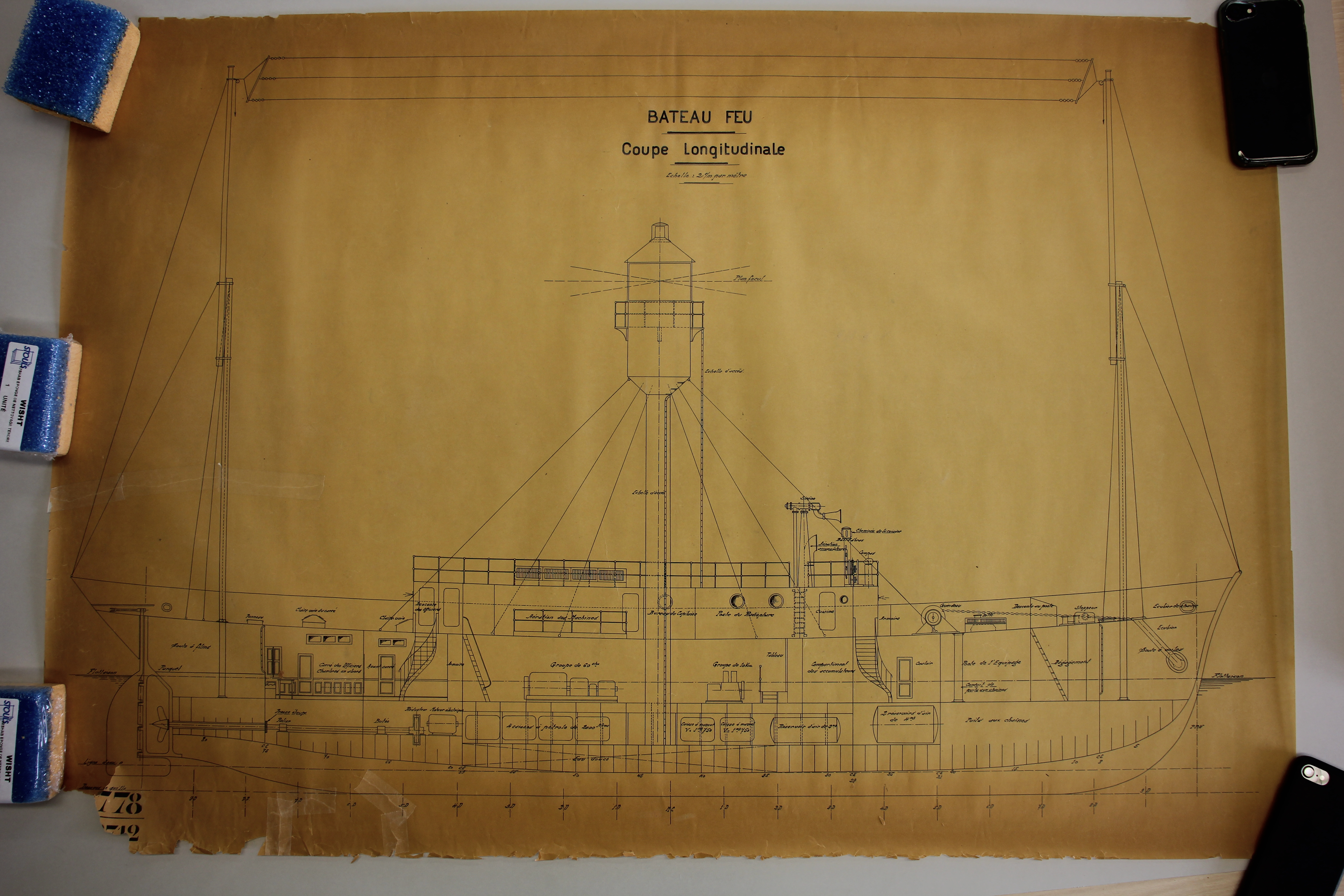
Coupe longitudinale du bateau-feu Le Havre
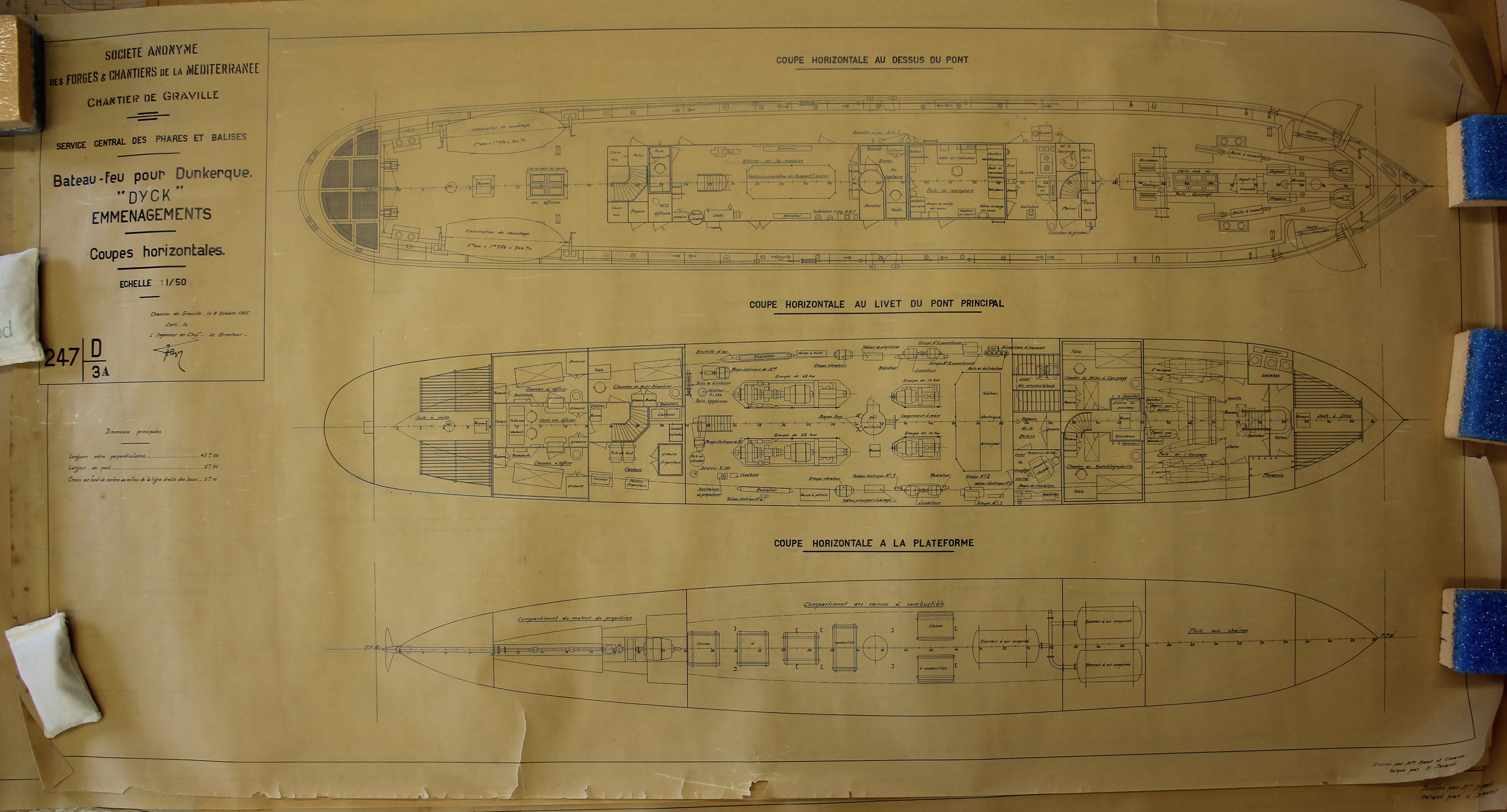
Plan en coupe du bateau-feu Le Havre
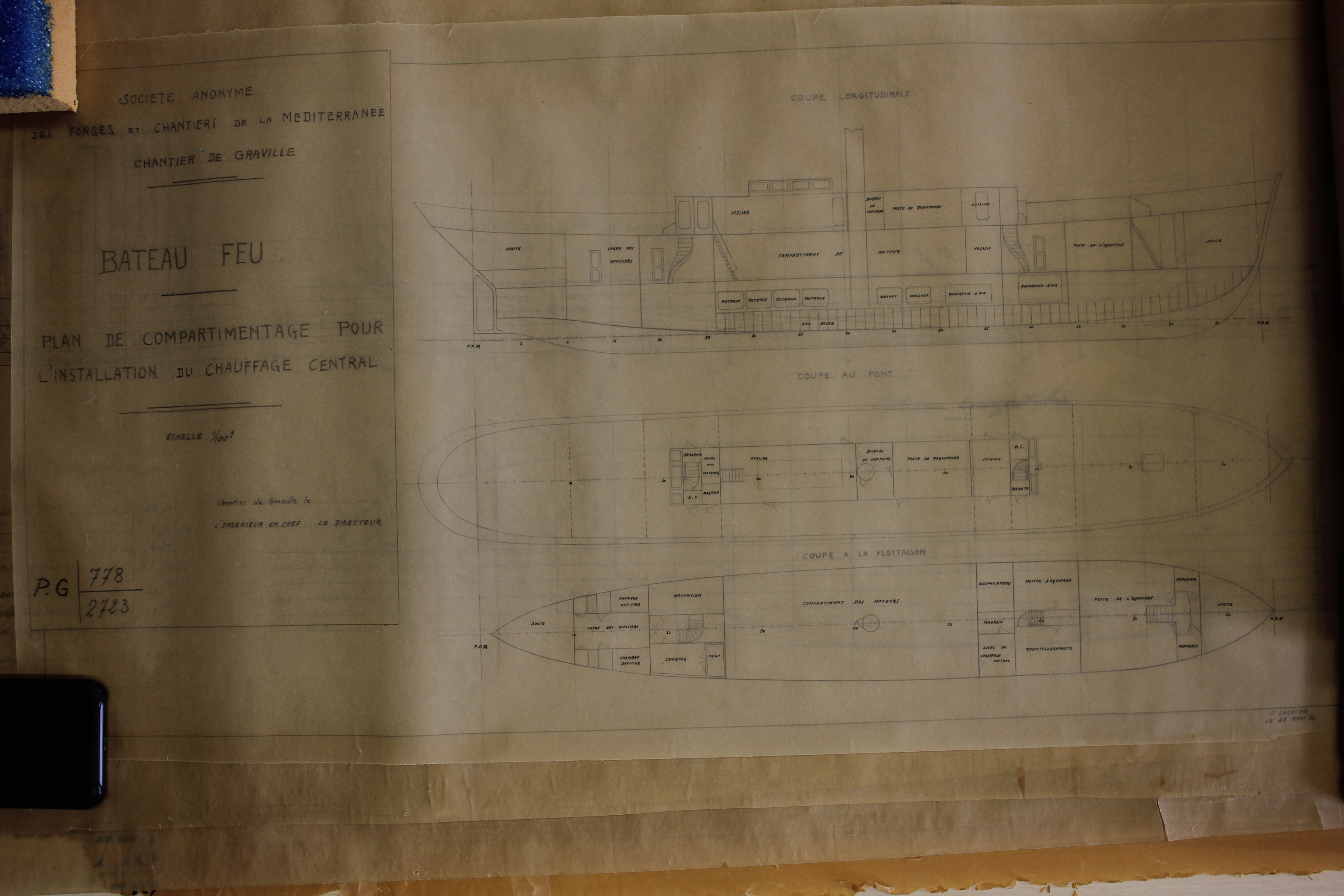
Plan de compartimentage du bateau-feu Le Havre
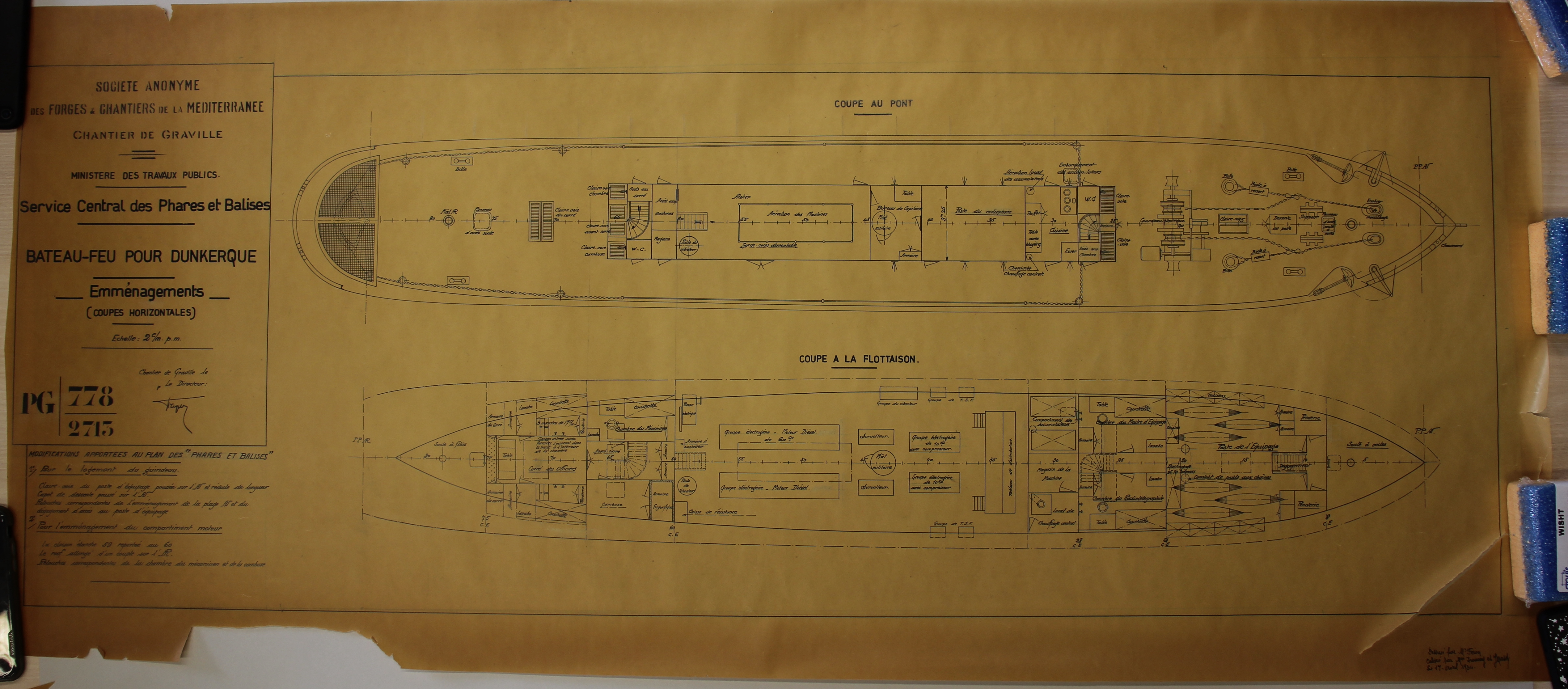
Plan des emménagements du bateau-feu Le Havre
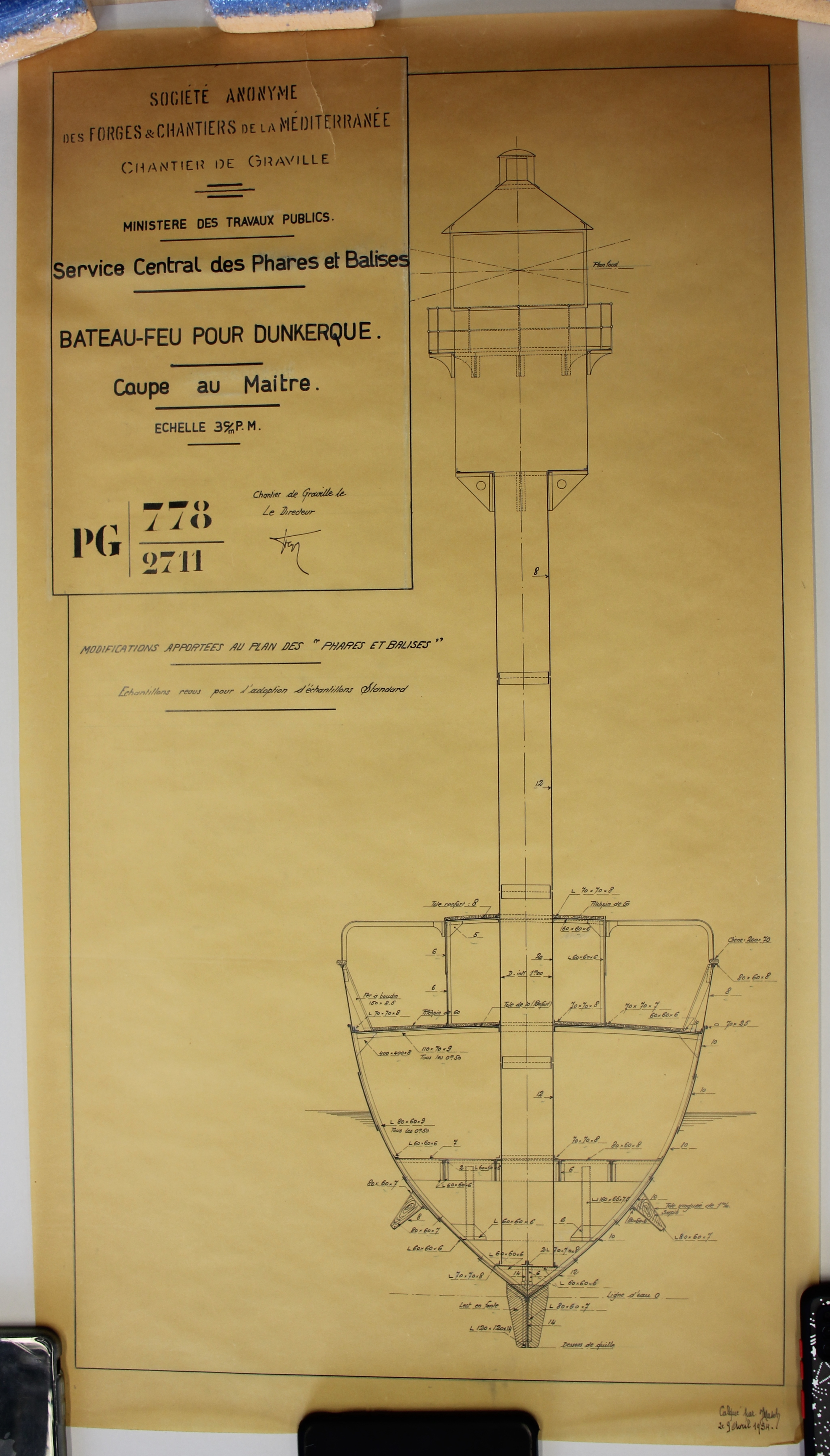
Plan de coupe au maître du bateau-feu Le Havre
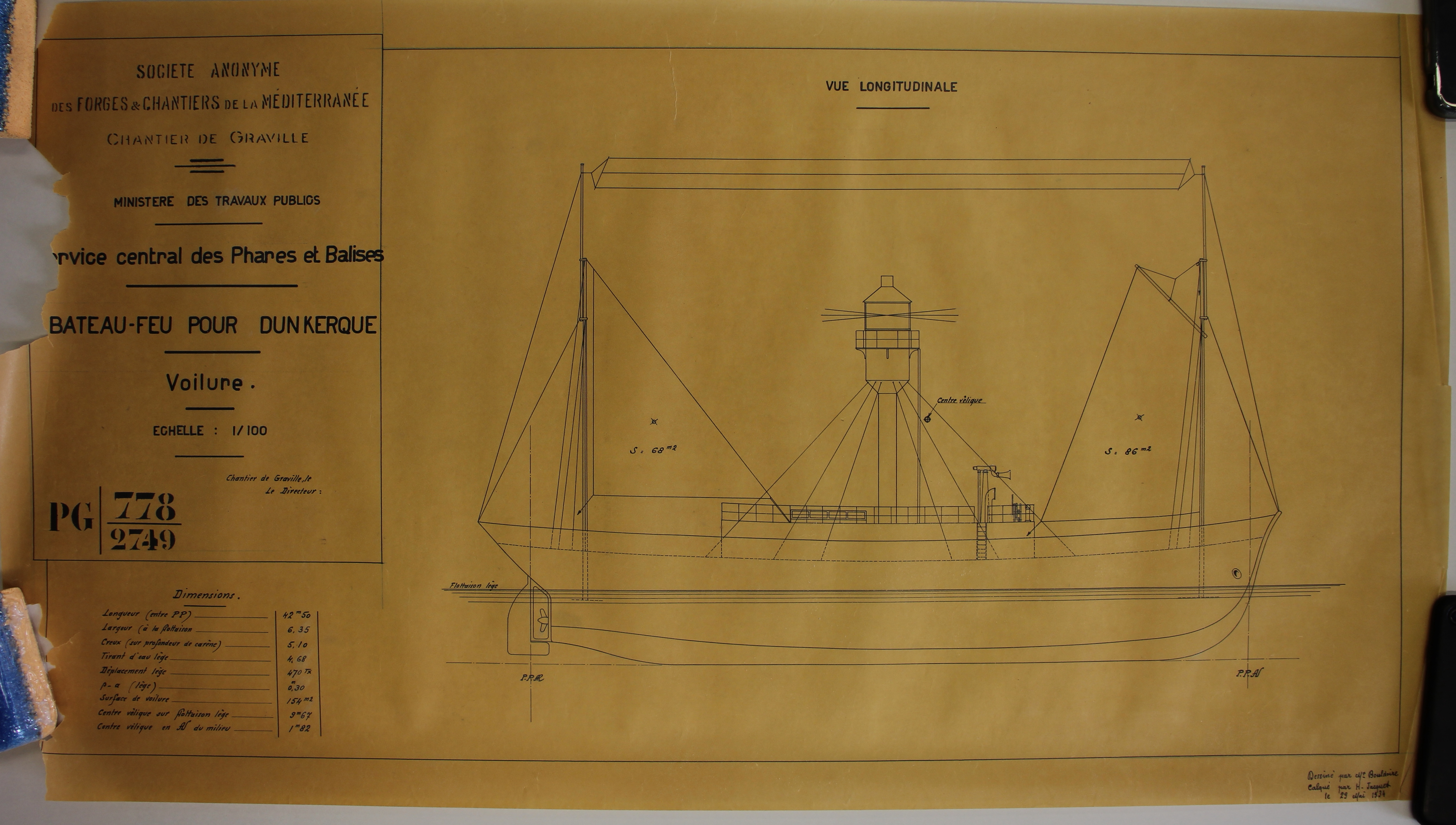
Plan de la vue longitudinale du bateau-feu Le Havre
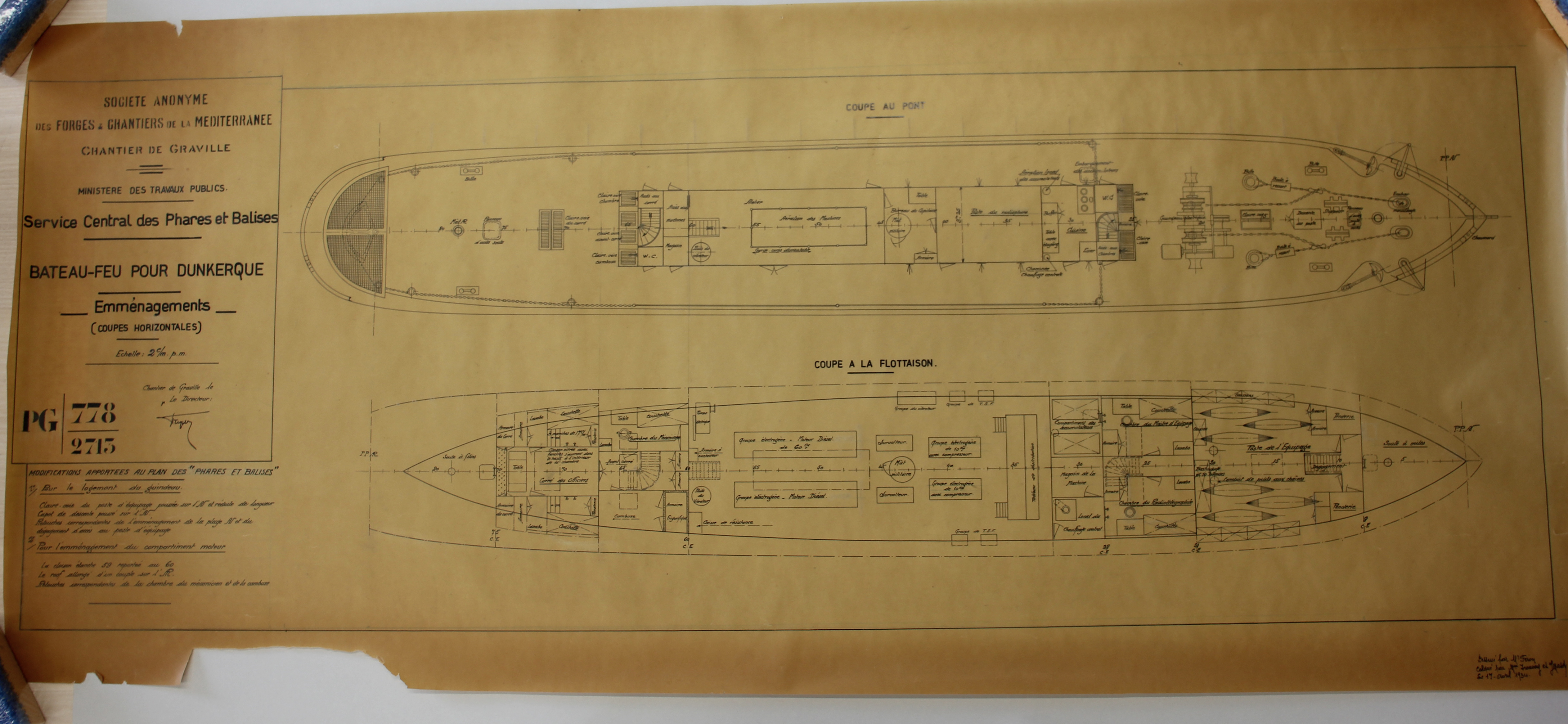
Plan des emménagements du bateau-feu Le Havre